# Садо (наследный принц Чосона)
Наследный принц Садо (кор. 사도 세자, 思悼, Sado Seja, Садо́-седжа́) — второй сын корейского короля Ёнджо из династии Чосон. В результате ранней смерти старшего брата в 1755 году, Садо стал наследником престола, но к власти так и не пришёл. Он был казнён путём заточения в деревянном ящике для риса.

## Жизнеописание
Согласно сведениям современников, Садо страдал психическими расстройствами и беспощадно убивал придворных, а также развратничал. По тогдашним правилам тело человека королевской крови не могли быть осквернено, поэтому Ёнджо не мог казнить Садо обычным способом. Тогда, в жаркий июльский день он приказал посадить Садо в ларь для хранения риса. Садо находился в ящике в течение восьми дней, после чего умер от голода и удушья.
Сам факт душевных расстройств Садо остаётся предметом дискуссий — вполне возможно, что Садо просто стал жертвой необоснованных подозрений Ёнджо в организации заговора. Однако его жена в своих мемуарах «Записки, написанные в печали» («Ханджуннок», кор. 한중록) подтверждает дурную славу мужа.
После восшествия на престол король Чонджо, сын Садо, решил позаботиться о восстановлении доброго имени своего отца. Ему был присвоен статус короля, а для увековечения памяти о нём была сооружена крепость Хвасон. Чонджо даже планировал перенести столицу в Сувон, где находилась крепость, но смерть помешала исполнению этих планов.

## Семья
- Отец: Ёнджо (영조), 21-й король Чосона;
- Мать: наложница Ён из рода Ли (영빈 이씨, 1696—1764)[3];
- Жёны, наложницы и дети:

1. Королева Хоннён из рода Хон (헌경왕후, 1735—1816)[4]:
  1. Наследный принц Ыйсо (의소세자, 1750—1752)
  2. Чонджо (1752—1800), 22-й король Чосона;
  3. Принцесса Чхонъён (청연공주, 1754—1821);
  4. Принцесса Чхонсон (청선공주, 1756—1802);
2. Наложница Сук из рода Лим (숙빈 임씨):
  1. Принц Ынон (은언군, 1754—1801). Дед 25-го короля Чосона Чхольджона;
  2. Принц Ынсин (은신군, 1755—1771);
3. Наложница Кён из рода Пак (경빈 박씨)
  1. Принц Ынджон (은전군, 1759—1778)
  2. Принцесса Чхонгын (청근옹주, 1758—1792)

## Посмертные титулы
- Русское чтение: Садо Судок Тонгён Хонъин Гёнджи Джанлюн Люнбом Гимён Чханхю Джанхон Седжа;
- Хангыль: 사도수덕돈경홍인경지장륜륭범기명창휴장헌세자;
- Ханча: 思悼綏德敦慶弘仁景祉章倫隆範基命彰休莊獻世子.

## В кино
- «Садо» — режиссёр Ли Чжун Ик, (Республика Корея, 2015)